# Rodolfo de Anda
Rodolfo de Anda (* 6. Juli 1943 in Mexiko-Stadt; † 1. Februar 2010 in Aguascalientes) war ein mexikanischer Schauspieler, Filmregisseur und -produzent.

## Leben
De Anda war einer der Söhne des Regisseurs Raúl de Anda und war bereits als Teenager in Filmen zu sehen; seine schauspielerische Laufbahn beginnt 1955 und umfasst über 150 Filme. Als Regisseur inszenierte er erstmals 1972 und fertigte bis 1997 actionorientierte Gebrauchsfilme, oft auch mit utopischen Einsprengseln. Die Drehbücher dazu schrieb er manchmal unter Benutzung des Pseudonyms X. Randa. Kaum einer seiner Filme fand den Weg in den deutschsprachigen Raum.
Auch seine vier Brüder und sein gleichnamiger Sohn sind in der Filmbranche tätig.

## Filmografie (Auswahl)
- 1955: La venganza del diablo
- 1978: Cuchillo – Todeslied der Apachen (Cuchillo) (Regie)
- 1984: Schnitzeljagd – Teenage Apokalypse (Toy Soldiers) (& Produktion)
- 1985: Laredo – Ein Mann setzt sich zur Wehr (La carcel de Laredo) (Regie)
- 1987: Killer aus Leidenschaft (Policias de narcoticos)
- 1990: Killer gegen Killer (Asesino silencioso)
- 1990: Deadly Weapons (Sentencia de muerte)
- 1999: Rileys letzte Schlacht (One man's hero)
- 2008: El Pantera (TV-Serie)